# Artaxer Aravelênio
Artaxer (em grego: Αρταξηρ; romaniz.: Artaxḗr; em persa médio: 𐭠𐭥𐭲𐭧𐭱𐭲𐭥; romaniz.: Ardaxšīr; em armênio: Արտաշիր; romaniz.: Artašir) foi um nobre armênio (nacarar) do século VI da família Aravelênio, ativo no segundo reinado do xainxá Cosroes I (r. 499–531).

## Nome
Artaxes (Αρτάξης, Artáxēs), Adeser (Αδεσήρ, Adesēr), Artaxer (Αρταξηρ, Artaxḗr), Artaxares (Αρταξάρης, Artaxárēs), Artaser (Αρτασήρ, Artasḗr), Artasires (Αρτασείρης, Artaseírēs), Artaxas (Αρτάξας, Artáxas) e Artaxias (Αρταξίας, Artaxías) são as formas gregas do parta e persa médio Ardaxir ou Artaxir (𐭠𐭥𐭲𐭧𐭱𐭲𐭥, Ardaxšīr ou Artaxšīr) e do armênio Artaxir (Արտաշիր, Artašir) e Artaxes (Արտաշէս, Artašēs; surgido da forma não atestada *Artašas). Esses nomes derivam do persa antigo Artaxaça (𐎠𐎼𐎫𐎧𐏁𐏂𐎠, Artaxšaçā) ou o iraniano antigo Artaxatra (*R̥ta-xš-ira-), que significa "cujo reinado é através da verdade". Sua grafia em persa antigo também foi helenizada e latinizada como Artaxerxes (Αρταξέρξης, Artaxérxēs).

## Vida
Artaxer era membro da família Aravelênio. Compareceu ao Primeiro Concílio de Dúbio conveniado pelo católico Apovipcenes de Otmus em 505/6.